# Radu-Matei Livezeanu
Radu-Matei Livezeanu (n. 11 septembrie 1909, Sinaia - d. 21 august 1999, Râmnicu Vâlcea) a fost un deputat român în legislatura 1992-1996, ales în județul Vâlcea pe listele PNȚCD. Radu-Matei Livezeanu a demisionat pe data de 31 octombrie 1995 și a fost înlocuit de către deputatul Mircea Daniel Diaconescu.